# Robert Munsch
Pour les articles homonymes, voir Munsch.
Robert Norman Munsch, CM, né le 11 juin 1945, est un auteur américano-canadien de littérature pour la jeunesse. 

## Biographie et carrière
Robert Munsch est né à Pittsburgh, en Pennsylvanie. Il est diplômé de l'Université de Fordham en 1969 avec un Baccalauréat ès Arts  en histoire et de l'Université de Boston en 1971 avec une Maîtrise ès Arts en anthropologie.
En 2022 et 2023, il est sélectionné pour le prestigieux prix suédois, le Prix commémoratif Astrid-Lindgren.

## Prix et distinctions
- Prix Juno de l'album jeunesse, 1985
- Une étoile à son nom sur l'Allée des célébrités canadiennes en 2009
- Membre de l'Ordre du Canada 1999
- 2022 et 2023 :  Sélection pour le Prix commémoratif Astrid-Lindgren[1]

## Publications
| Année | Titre                                                                             | Illustrateur               | ISBN           |
| ----- | --------------------------------------------------------------------------------- | -------------------------- | -------------- |
| 1979  | Mud Puddle                                                                        | Sami Suomalainen           | 1-55037-468-0  |
| 1979  | The Dark                                                                          | Michael Martchenko         | 1-55037-450-8  |
| 1980  | The Paper Bag Princess                                                            | Michael Martchenko         | 0-920236-16-2  |
| 1981  | Jonathan Cleaned Up — Then He Heard a Sound (also known as Blackberry Subway Jam) | Michael Martchenko         | 0-920236-21-9  |
| 1982  | Murmel Murmel Murmel                                                              | Michael Martchenko         | 1-55037-012-X  |
| 1982  | The Boy in the Drawer                                                             | Michael Martchenko         | 0-920303-50-1  |
| 1983  | David's Father                                                                    | Michael Martchenko         | 1-55037-011-1  |
| 1984  | Mortimer                                                                          | Michael Martchenko         | 0-920303-11-0  |
| 1985  | Thomas' Snowsuit                                                                  | Michael Martchenko         | 1-55451-115-1  |
| 1986  | 50 Below Zero                                                                     | Michael Martchenko         | 0-920236-91-X  |
| 1986  | Love You Forever                                                                  | Sheila McGraw              | 0-920668-37-2  |
| 1987  | I Have To Go!                                                                     | Michael Martchenko         | 0-920303-51-X  |
| 1988  | Angela's Airplane                                                                 | Michael Martchenko         | 0-920236-75-8  |
| 1988  | Millicent and The Wind                                                            | Suzanne Duranceau          | 0-920236-93-6  |
| 1989  | Giant; or Waiting for the Thursday Boat                                           | Gilles Tibo                |                |
| 1989  | Pigs!                                                                             | Michael Martchenko         | 1-55037-388-9  |
| 1990  | Something Good                                                                    | Michael Martchenko         | 1-55037-390-0  |
| 1991  | Good Families Don't                                                               | Alan Daniel                |                |
| 1991  | Show and Tell                                                                     | Michael Martchenko         |                |
| 1992  | A Promise is a Promise (co-authored with Michael Kusugak)                         | Vladyana Krykorka          |                |
| 1992  | Moira's Birthday                                                                  | Michael Martchenko         |                |
| 1992  | Purple Green and Yellow                                                           | Hélène Desputeaux          | 1-55451-113-5  |
| 1994  | Where is Gah-Ning?                                                                | Hélène Desputeaux          |                |
| 1995  | From Far Away                                                                     | Michael Martchenko         |                |
| 1996  | Get Me Another One                                                                | Shawn Steffler             |                |
| 1996  | Stephanie's Ponytail                                                              | Michael Martchenko         | 1-55451-114-3  |
| 1997  | Alligator Baby                                                                    | Michael Martchenko         |                |
| 1998  | Get Out of Bed                                                                    | Alan Daniel & Lea Daniel   |                |
| 1998  | The Fire Station                                                                  | Michael Martchenko         | 1-55037-171-1  |
| 1998  | Wait and See                                                                      | Michael Martchenko         |                |
| 1999  | Andrew's Loose Tooth                                                              | Michael Martchenko         |                |
| 1999  | We Share EVERYTHING!                                                              | Michael Martchenko         |                |
| 2000  | Aaron's Hair                                                                      | Alan Daniel and Lea Daniel |                |
| 2000  | Mmm, Cookies                                                                      | Michael Martchenko         | 0590516949     |
| 2001  | Up, Up, Down                                                                      | Michael Martchenko         | 0439988152     |
| 2002  | Makeup Mess                                                                       | Michael Martchenko         | 978-0439988964 |
| 2002  | More Pies                                                                         | Michael Martchenko         | 978-0779113637 |
| 2002  | Playhouse                                                                         | Michael Martchenko         | 978-0439989596 |
| 2002  | Ribbon Rescue                                                                     | Eugenie Fernandes          | 0590038710     |
| 2003  | Lighthouse                                                                        | Janet Wilson               | 978-0439946568 |
| 2003  | Zoom                                                                              | Michael Martchenko         |                |
| 2004  | Boo!                                                                              | Michael Martchenko         | 978-0439961264 |
| 2004  | Smelly Socks                                                                      | Michael Martchenko         | 978-0439967075 |
| 2005  | The Sandcastle Contest                                                            | Michael Martchenko         | 978-0439955904 |
| 2006  | Deep Snow                                                                         | Michael Martchenko         | 978-0439946582 |
| 2006  | I'm So Embarrassed!                                                               | Michael Martchenko         | 978-0439952392 |
| 2006  | No Clean Clothes                                                                  | Michael Martchenko         | 0-439-93790-6  |
| 2007  | Class Clown                                                                       | Michael Martchenko         |                |
| 2008  | Just One Goal                                                                     | Michael Martchenko         | 0-545-99035-1  |
| 2008  | Look at Me!                                                                       | Michael Martchenko         |                |
| 2009  | Down the Drain                                                                    | Michael Martchenko         | 0-545-98600-1  |
| 2009  | Roar!                                                                             | Michael Martchenko         | 0-545-98020-8  |
| 2010  | Put Me In A Book                                                                  | Michael Martchenko         | 1-4431-0080-3  |
| 2010  | Too Much Stuff!                                                                   | Michael Martchenko         | 978-1443102452 |
| 2011  | Moose!                                                                            | Michael Martchenko         | 1-4431-0718-2  |
| 2011  | Give Me Back My Dad!                                                              | Michael Martchenko         | 1-4431-0764-6  |

## Compilations
| Année | Titre                                        | ISBN              |
| ----- | -------------------------------------------- | ----------------- |
| 1998  | Munschworks, La Première Collection Munsch   | 978-1-55037-523-7 |
| 1999  | Munschworks 2, La Deuxième Munsch Du Trésor  | 978-1-55037-553-4 |
| 2000  | Munschworks 3, Le Troisième Munsch Du Trésor | 978-1-55037-633-3 |
| 2001  | Munschworks Grand Trésor                     | 978-1-55037-685-2 |
| 2002  | Munschworks 4: La Quatrième Munsch Du Trésor | 978-1-55037-766-8 |
| 2004  | Munsch Plus!                                 | 978-0-439-96135-6 |
| 2007  | Beaucoup Plus Munsch!                        | 978-0-439-93571-5 |
| 2010  | Munsch Mini-Trésor Un                        | 978-1-55451-273-7 |
| 2010  | Munsch Mini-Trésor Des Deux                  | 978-1-55451-274-4 |